# La Laitière (marque)
Pour les articles homonymes, voir La Laitière (homonymie).
La Laitière est une marque commerciale française de dessert industriel commercialisée par Lactalis Nestlé produits frais, coentreprise des groupes agroalimentaires Nestlé et Lactalis, et vendue dans des pots de verre et parfois d'aluminium.

## Nom

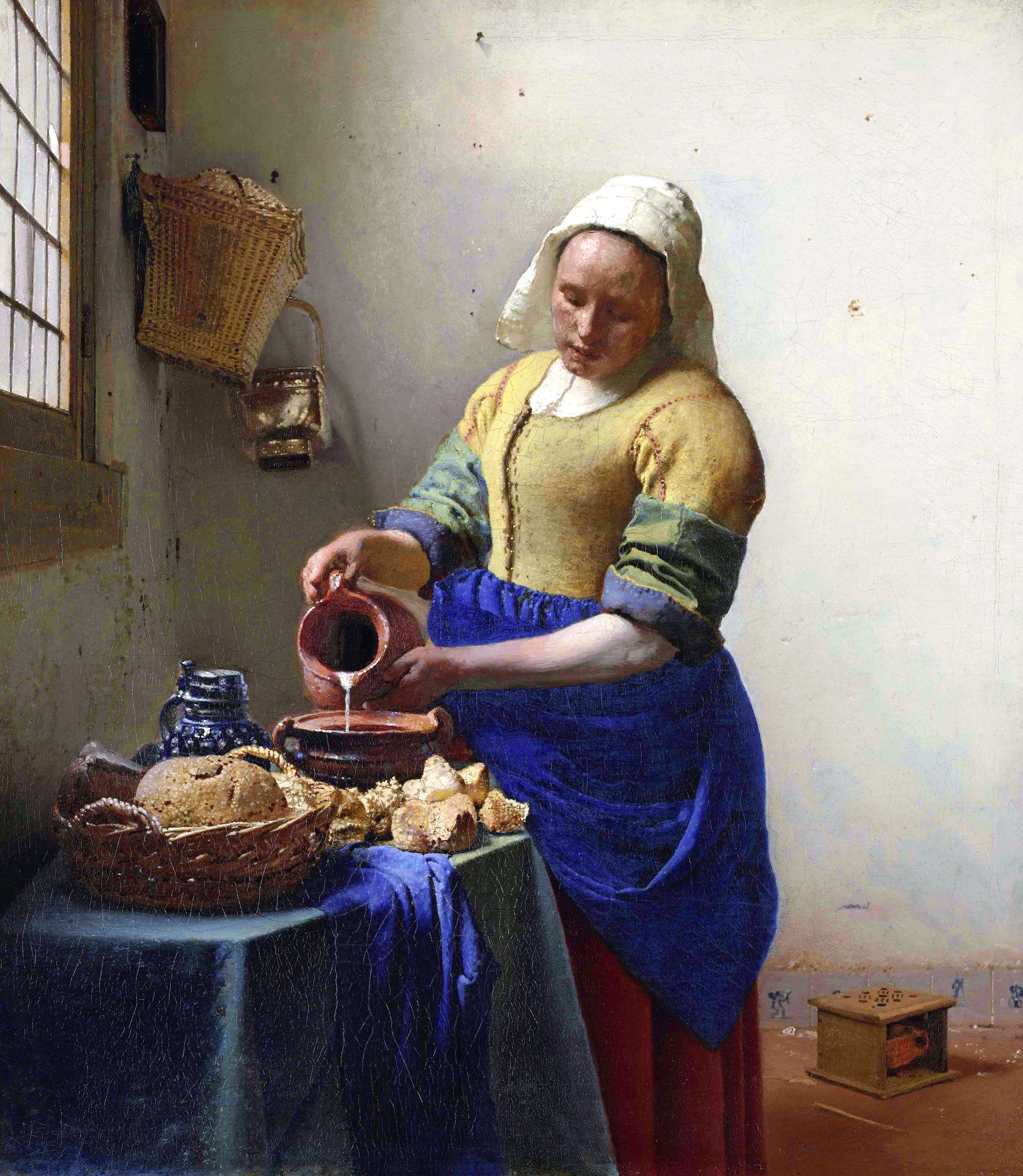
La Laitière, 1658, 45,5 × 41 cm, Amsterdam, Rijksmuseum.

- En 1971, un chef de produit de l'entreprise française Chambourcy, Jean-Claude Marcantetti[1], propose de créer un yaourt au lait entier dont l'emballage serait un pot de verre  de contenance supérieure (150 g) et vendu à l'unité. Il faut attendre 1973 pour que le produit soit mis sur le marché. Afin de lui donner une image « authentique », l'agence de publicité Effivente, chargée du produit, réfléchit à imaginer une pastorale, un tableau du XVIIIe siècle, jusqu'à ce qu'une secrétaire propose, après avoir feuilleté un ouvrage d'art utilisé par l'équipe, le tableau La Laitière de Johannes Vermeer (1658). De là découle le nom du produit, bien qu'il s'inspire également de la marque britannique Milkmaid (littéralement « La Laitière »), fondée en 1870, appartenant au groupe Nestlé depuis 1905[2]

## Publicité
Le premier spot télévisé date de 1974, le tableau s'animant, même s'il est en noir et blanc : la laitière verse en effet son lait, montrant, selon la publicité, « comme autrefois, Chambourcy prend du bon lait entier pour préparer de bons yaourts nature ». Le slogan de la marque fait alors référence au tableau : « La Laitière, un chef-d'œuvre de Chambourcy ».
Au départ, le discours marketing se fonde sur « les spécificités du produit - au lait entier, en pot de verre, de grande contenance - », puis bascule vers une « communication de valeurs », l'incarnation d'une tradition et d'un savoir-faire particulier. En 1979, l'image de la laitière apparaît sur l'emballage des yaourts. Depuis, à partir des années 1990, une vingtaine de produits estampillés « La Laitière » ont vu le jour, qu'ils soient emballés dans du verre ou de l'aluminium. On cesse de voir la laitière dans les publicités télévisées mais elle apparaît dans la publicité de presse et d'affichage public. La marque est ensuite cédée à Nestlé, et Chambourcy disparaît. Le discours marketing fait alors également de la laitière une cuisinière, et la place dans des réalités historiques différentes, comme la Révolution française.

## Produits sous la marque La Laitière
À l'origine et comme son nom l'indique, la marque est spécifiquement destinée aux transformations laitières de Lactalis, en particulier le « yoghourt à l'ancienne ». Néanmoins, à partir de 1989, la marque identifie, par exemple du yaourt aux fruits, des parts de tarte, des crèmes caramel, etc. En 1997 est créée La Laitière riz au lait, puis au cours des années 2000 La Laitière flans pâtissiers, alors que la marque Charles Gervais occupe un créneau similaire. En 2002 apparaissent sous cette marque des crèmes glacées et en 2012 des sorbets.
La Laitière utilise des œufs issus de poules élevées en batterie.